# The Black Gestapo
The Black Gestapo, conosciuto anche con il titolo di Ghetto Warriors, è un film del 1975 scritto e diretto da Lee Frost. Nel cast figurano Rod Perry, Charles P. Robinson, Phil Hoover, Ed Cross e Uschi Digard.

## Trama
Il film narra la storia di un gruppo militante nero, che decide di ripulire il proprio quartiere dai gangster bianchi, mediante l'uso della violenza, delle torture. Gente gettata dalle finestre, castrazione e molto altro, tutto condito da slogan nazisti.